# Baoshan Lu
Baoshan Lu (chiń. 宝山路站) – stacja początkowa metra w Szanghaju, na linii 3 i 4. Zlokalizowana jest pomiędzy stacjami Dongbaoxing Lu, Shanghai Huochezhan i Hailun Lu. Została otwarta 26 grudnia 2000.